# Tachyagetes
Tachyagetes ist eine Gattung der Wegwespen (Pompilidae). In Europa kommen 24 Arten vor.

## Merkmale
Bei den Arten der Gattung Tachyagetes handelt es sich um kleine bis mittelgroße Wegwespen. Der Kopf und das Propodeum sind fein punktförmig strukturiert, die Frons ist konvex. Die konvexe Stirnplatte (Clypeus) ist kurz und breit. Die Fühler sind lang. Die Mandibeln haben ein zusätzliches Zähnchen.  Die Maxillarpalpen sind langgestreckt. Das Metapostnotum ist gleich lang, wie das Metanotum, manchmal aber auch etwas kürzer. Das Propodeum ist nach hinten zunehmend gekrümmt. Bei den Männchen ist es leicht langgestreckt. Fie Flügel sind mehr oder weniger bräunlich getönt, die Vorderflügel haben ein apikales Band und nur zwei Submarginalzellen, von denen die zweite viel größer als die Marginalzelle ist. Die Tarsen der Vorderbeine haben bei den Weibchen Tarsalkämme, deren einzelne Dornen kurz sind.

## Lebensweise
Die Wespen sind Bewohner von offenen Lebensräumen. Die Weibchen jagen Spinnen der Familien Sackspinnen (Clubionidae), Plattbauchspinnen (Gnaphosidae), Wolfspinnen (Lycosidae) und Springspinnen (Salticidae).

## Arten (Europa)
- Untergattung Tachyagetes
  - Tachyagetes aegyptiacus Priesner, 1955
  - Tachyagetes aemulans (Haupt, 1928)
  - Tachyagetes aeratus Priesner, 1955
  - Tachyagetes affinis Wolf, 1987
  - Tachyagetes alicantus Wolf, 1987
  - Tachyagetes argentatus Haupt, 1930
  - Tachyagetes canariensis Wolf, 1975
  - Tachyagetes cinerascens (Saunders, 1901)
  - Tachyagetes dudichi Moczar, 1944
  - Tachyagetes filicornis (Tournier, 1889)
  - Tachyagetes furvescens Wahis, 1970
  - Tachyagetes grandis (Tournier, 1889)
  - Tachyagetes hispanicus Wolf, 1987
  - Tachyagetes iberomaculatus Wolf, 1975
  - Tachyagetes immaculatus Wolf, 1975
  - Tachyagetes kusdasi Priesner, 1965
  - Tachyagetes lanuginosus Wolf, 1988
  - Tachyagetes lanzarotus Wolf, 1993
  - Tachyagetes leucocnemis Haupt, 1930
  - Tachyagetes maculatus Nouvel & Ribaut, 1959
  - Tachyagetes maspalomus Wolf, 1978
  - Tachyagetes navalperalus Wolf, 1987
  - Tachyagetes provencalis Wolf, 1986
  - Tachyagetes tenerifensis Wolf, 1975

## Belege